# Gaspard Michel
Gaspard Michel, dit l’abbé Leblond, né le 24 novembre 1738 à Caen et mort le 17 juin 1809 à L'Aigle, est un bibliothécaire et antiquaire français.

## Biographie
Après des études à la faculté des arts de Caen, l'abbé Leblond vint à Paris où il obtint un doctorat en théologie en 1762. Il devint alors le secrétaire d’un des plus grands numismates du temps, Pellerin. Ses succès lors des concours de l’Académie royale des inscriptions et belles-lettres (lauréat de quatre prix successifs entre 1768 et 1772), le firent connaître : en 1770, il fut choisi par l’abbé de Vermond pour succéder à Molé comme sous-bibliothécaire du collège Mazarin (c’est-à-dire de l’actuelle bibliothèque Mazarine) et, en 1772, il fut élu membre associé de l’Académie qui l’avait couronné et participa à ses travaux jusqu'à sa suppression en 1793. Il fit ensuite partie de l'Institut dès la création de celui-ci en 1795. 
En 1790, il est nommé secrétaire de la « Commission des Quatre-Nations », commission de savants instituée par l’Assemblée constituante pour inventorier et sauvegarder les richesses artistiques, scientifiques et littéraires devenues propriété de l’État, en raison notamment de la nationalisation des biens du clergé. Leblond demeura ensuite membre - souvent secrétaire ou président - de toutes les commissions qui se succédèrent sur ce même sujet : Commission des monuments (octobre 1792 - décembre 1793), Commission temporaire des arts (décembre 1793 - décembre 1795), Conseil de conservation des objets de sciences et d'arts (décembre 1795 - septembre 1800).
En 1794-1795, l'abbé Leblond fit partie (avec Charles de Wailly, André Thouin et Barthélemy Faujas de Saint-Fond) du groupe de savants chargés de procéder aux saisies scientifiques et artistiques en Belgique, Hollande et Allemagne.
Il prit également une part déterminante dans le projet de création, en faveur de son protégé Alexandre Lenoir, du Musée des monuments français.
En 1799 il fut nommé par le Sénat conservateur membre du Corps législatif, mais en démissionna deux ans plus tard.
En 1791, il évinça l'abbé Luce Joseph Hooke, bibliothécaire du collège Mazarin, et prit sa place. Usant de son influence, il obtint dans un premier temps que la bibliothèque dont il avait la charge ne fût pas mise sous scellés puis réussit à lui faire attribuer en nombre livres et mobilier, parvenant à augmenter de façon spectaculaire ses collections qui passèrent de 60 000 à plus de 130 000 volumes (parmi lesquels plusieurs milliers de manuscrits enluminés provenant des abbayes parisiennes, des éditions rares, de somptueuses reliures, …) ; il meubla enfin la salle de lecture de la bibliothèque en y déposant commodes, bustes et lustres qui en font aujourd’hui encore l’incomparable ornement. Son action lui valut d'être qualifié, après sa mort de « second fondateur de la bibliothèque Mazarine » par son ami et disciple Antoine-Alexandre Barbier.
Victime d'un accident de santé en 1801, l'abbé Leblond se retira auprès de sa sœur à L'Aigle. Témoin, le 26 avril 1803, de la chute d'une météorite aux abords de la ville, il alerta ses confrères de l'Académie des sciences qui mandatèrent Jean-Baptiste Biot pour étudier le phénomène. Peu de temps avant sa mort d'une « forte apoplexie mêlée de goutte », Leblond aurait brûlé tous ses manuscrits dans un accès de délire produit par une fièvre violente. Son monument funéraire, dressé par ses amis Dubos et Galeron a été détruit durant la Seconde Guerre mondiale.
On ne connaît aucun portrait de l'abbé Leblond.
Monseigneur Edouard Massaux, bibliothécaire en chef  de 1961 à 1965 de la prestigieuse grande bibliothèque de l'Université Catholique de Louvain raconte dans un manuscrit inédit comment, en 1794, son prédécesseur Jean-François Van de Velde (bibliothécaire de 1772 à 1797) considéré comme ennemi par les "citoyens" Le Blond et De Wailly, commissaires de la République française, car ayant refusé de prêter le serment de fidélité à la République, fut emprisonné et condamné aux bagnes de Cayenne. Il parvint à se sauver à temps par la Hollande pour gagner l’Allemagne. Il rentra au pays après le Concordat de 1802 et dut constater que des milliers de volumes avaient été détruits ou volés, notamment de nombreux précieux manuscrits. Expulsé à nouveau par Napoléon, il mourra épuisé après son dernier retour à Louvain en 1814. 

## Principaux ouvrages
- Description des principales pierres gravées du cabinet de S. A. S. Mgr le duc d'Orléans, premier prince du sang, Paris : chez M. l'abbé de La Chau, ... ; chez M. l'abbé Le Blond, ... et chez Pissot, tome premier, 1780 ; tome second, 1784, in-f°.
- « Dissertation sur le vrai portrait d’Alexandre le Grand », Mémoires de l’institut national des sciences et arts, pour l’an IV de la République. Littérature et Beaux arts, tome premier, Paris, thermidor en VI, p. 615-642.
- Dissertation sur les Attributs de Vénus, qui a obtenu l'Accessit, au Jugement de l'Académie Royale des Inscriptions & Belles-Lettres, à la Séance Publique du mois de Novembre 1775, de L'imprimerie de Prault, à Paris, 1776.
- Dissertation sur les noms et attributs de Jupiter chez les différents peuples de l´Italie, Paris, 1771.
- « Dissertations sur les vases murrhins », Mémoires de littérature, tirés des registres de l’académie royale des inscriptions et belles-lettres, t. XLIII, Paris, 1786, p. 217-227
- « Drôleries éparses de côté et d’autre dans ce volume », [8e index de] Mémoire sur Vénus, auquel l'Académie royale des Inscriptions & Belles-lettres a adjugé le prix de la Saint Martin 1775, par M. Larcher..., Paris, Valade, 1775, in-8°. Deux éditions, la seconde plus longue.
- Histoire de l'art chez les anciens, par M. Winckelmann ; traduite de l'allemand par M. Huber, nouvelle édition augm. et corr. par Krutoffer et l’abbé Le Blond, Paris, Barrois aîné, 1789, 3 vol., in-8°.
- Lettre d'un amateur des beaux-arts à M***, [Paris], : J.-C. Desaint, [1790], in-8°.
- « Mémoire sur la vie et les médailles d’Agrippa, gendre d’Auguste », Histoire de l’Académie royale des inscritpitons et belles-lettres, avec les mémoires de littérature…, t. XL, Paris, 1780, p. 37-68.
- Mémoires pour servir à l'histoire de la révolution opérée dans la musique par M. le chevalier Gluck, Paris, chez Bailly, 1781, in-8°.
- Monumens de la vie privée des douze Césars, d’après une suite de pierres gravées sous leur règne, à Caprées, chez Sabellus, 1780, in-4°.
- Monumens du culte secret des dames romaines, pour servir de suite aux monumens de la vie privée des XII Césars, à Caprée, chez Sabellus, 1784, in-4°.
- « Observations sur la magie », Mémoires de l’institut national des sciences et arts, pour l’an IV de la République. Littérature et Beaux arts, Tome premier, Paris, thermidor en VI, p. 181-199.
- « Observations sur le prétendu dieu Lunus », Histoire de l’académie royale des inscriptions et belles-lettres, aves les mémoires de littérature…, t. XLII, Paris, 1786, p. 381-391.
- Observations sur quelques médailles du cabinet de M. Pellerin, La Haye, Paris, Vve Desaint, 1771, in-4°, pl.
- Observations sur quelques médailles du cabinet de M. Pellerin,par M. l’Abbé Le Blond… seconde édition revue, corrigée et augmentée par l’auteur ; suivie de nouvelles remarques de M. Pellerin sur l’ouvrage de M. Eckhel, Paris : chez Barrois l’aîné, 1823, in-4°.
- « Rapport sur des vases trouvés dans un tombeau près de Genève, dont le dessin a été adressé à l’Institut par la Société pour l’avancement des sciences et arts de Genève, par MM. Vien et Leblond », Mémoires de l’institut national des sciences et arts. Littérature et Beaux arts, tome II, Paris, fructidor an VIII, p. 182-194, pl.
- « Rapport sur le fragment d’un monument antique envoyé à l’Institut national par Achard, conservateur du musée de Marseille », [par Leblond, La Porte-Du Theil et Mongez, Mémoires de l’institut national des sciences et arts, pour l’an IV de la République. Littérature et Beaux arts, tome premier, Paris, thermidor an VI, p. 170-180.
- « Recherches sur deux médailles impériales de la ville d’Hippone », Mémoires de littérature, tirés des registres de l’académie royale des inscriptions et belles-lettres, t. XXXIX, Paris, 1777, p. 549-565.
- « Recherches sur la ville de Lamia, sur les Lamiens, et sur quelques-unes de leurs médailles », Histoire de l’Académie royale des inscriptions et belles-lettres, avec les mémoires de littérature…, t. XL, Paris, 1780, p. 86-95.
- Thesis theologico-hebraica in Sorbonna, propugnanda a Gaspardo-Michaele Le Blond, subdiacono Cadomaeo e Collegio Justitiano, juxta institutionem Cathedrae Aurelianensis, die Lunae 19 mensis Julii anno Domini M DCC LXII, Paris : Vincent, 1762.

Leblond passe également pour avoir collaboré aux ouvrages suivants :
- Histoire générale et particulière des religions et du culte de tous les peuples du monde, tant anciens que modernes, par François-Henri-Stanislas-Delaulnaye, tome I, Paris : J.-B. Fournier, 1791, in-f°.
- Observations présentées au comité des monnaies de l'Assemblée nationale, par M. Dupré, graveur en médailles, [Paris], impr. de C.-F. Perlet, octobre 1790, in-8°.
- Origine de tous les cultes, ou Religion universelle, par Dupuis..., Paris, chez H. Agasse, an III, 4 vol. in-4°, dont un atlas.

On lui attribue parfois également :
- Monsieur Guillaume ou Le disputeur. Nouvelle édition, revue, corrigée et considérablement augmentée, avec des notes critiques, politiques et littéraires. Enrichie du portrait de M. Guillaume, disputant dans le Café de Patural, avec M. Larcher, de l'Académie des Belles-Lettres, Amsterdam, 1781, 116 p., in-8°. [1re éd. sans lieu ni nom d’éditeur la même année ; ce texte est attribué par Barbier à l’abbé Théophile-Imarigeon Duvernet]